# 丹尼爾·佐治夫斯基
丹尼爾·佐治夫斯基（1988年2月17日—），是一名北馬其頓職業足球員，司職右閘，現效力澳職球會西悉尼流浪者。他同時亦是北馬其頓國家隊成員。他於2014年從羅馬尼亞班霸布加勒斯特星隊加盟。不過，他是在澳洲出生的。